# Bilopillja
Bilopillja (in ucraino Білопілля?; in russo Белополье?, Belopol'e) è una città dell'Ucraina (15 600 abitanti) situata nel distretto di Sumy, nell'oblast' di Sumy. Ospita l'amministrazione della comunità territoriale di Bilopillja, una delle comunità territoriali dell'Ucraina.
Fino al 18 luglio 2020 Bilopillja è stata il centro amministrativo del distretto di Bilopillja abolito come parte della riforma amministrativa dell'Ucraina. L'area del distretto di Bilopillja è stata trasferita al distretto di Sumy.